# Douglas Arnott
Douglas Arnott, detto Dougie (Lanark, 5 agosto 1964), è un ex calciatore scozzese, di ruolo attaccante.

## Carriera

### Club
Arnott trascorse tutta la sua carriera nel Motherwell, dal 1986 al 1998. Con la sua squadra vince, nel 1991 una Scottish Cup.

## Palmarès
- Coppa di Scozia: 1

Motherwell: 1990-1991